# Aura Dione
Maria Louise Joensen, známá spíše jako Aura Dione (* 21. leden 1985, Kodaň, Dánsko) je dánská zpěvačka-skladatelka.

## Biografie
Hudbě se začala věnovat ve svých osmi letech. Profesionální hudební kariéru odstartovala v roce 2007, kdy dosáhla úspěchu jen na domácí půdě v Dánsku. Následující rok zabodovala se svým singlem "I Will Love You Monday (365)" doprovozeným videoklipem, kde Auru následuje několik párů bot. Stejnojmenného alba se prodalo přes 300 000 kopií. Skladba se stala úspěšnou zejména v německy mluvících zemích – první místo zaznamenala v Německu a Rakousku, ve Švýcarsku místo druhé. Na Instagramu dne 24. května 2023 oznámila své první těhotenství. 

## Diskografie

### Album
- Columbine (2008)
- Before the Dinosaurs (2011)
- Can't Steel the Music (2017)
- Life of a Rainbow (2022)

### Singly
- Something from Nothing (2007)
- I Will Love You Monday (365) (2008)
- Song for Sophie (2008)
- Geronimo (2011)
- Friends featuring Rock Mafia (2012)
- Love Somebody (2016)